# Odontomachus bradleyi
Odontomachus bradleyi är en myrart som beskrevs av Brown 1976. Odontomachus bradleyi ingår i släktet Odontomachus och familjen myror. Inga underarter finns listade i Catalogue of Life.

## Bildgalleri

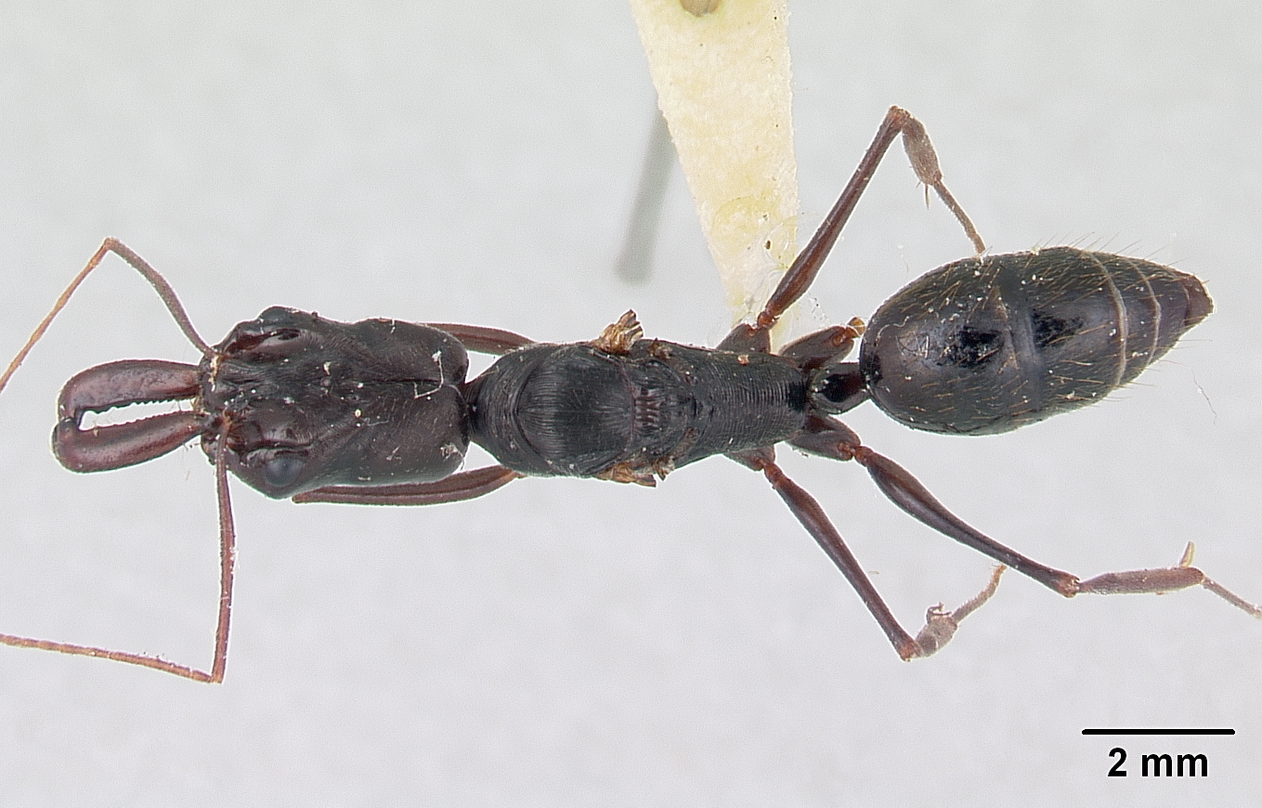
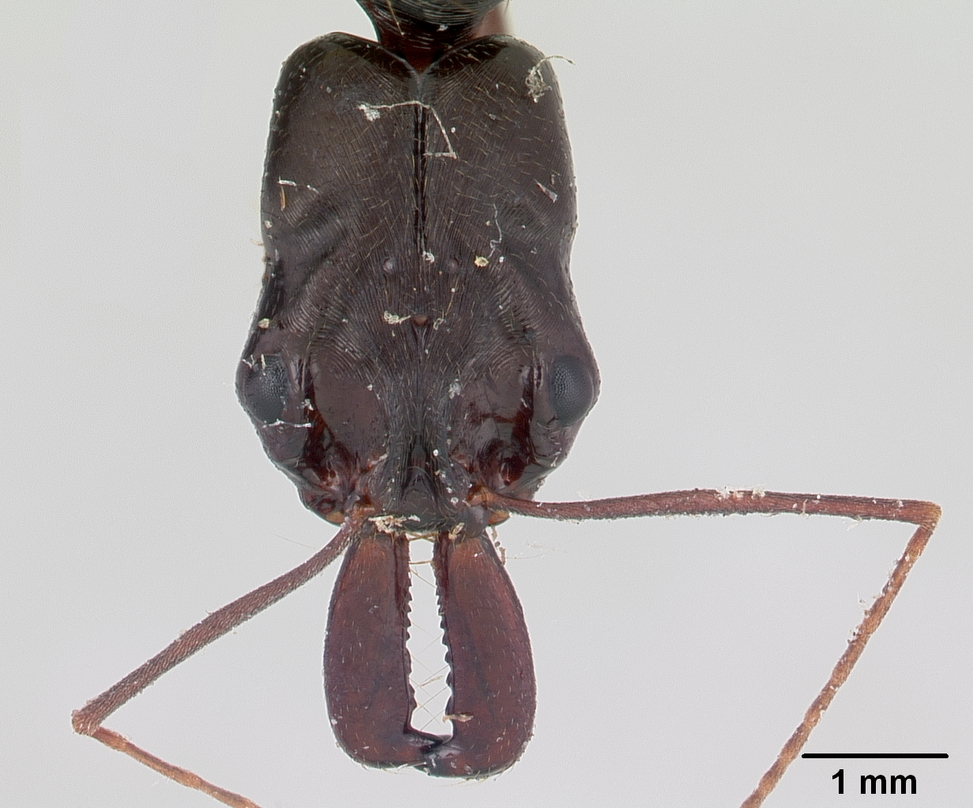
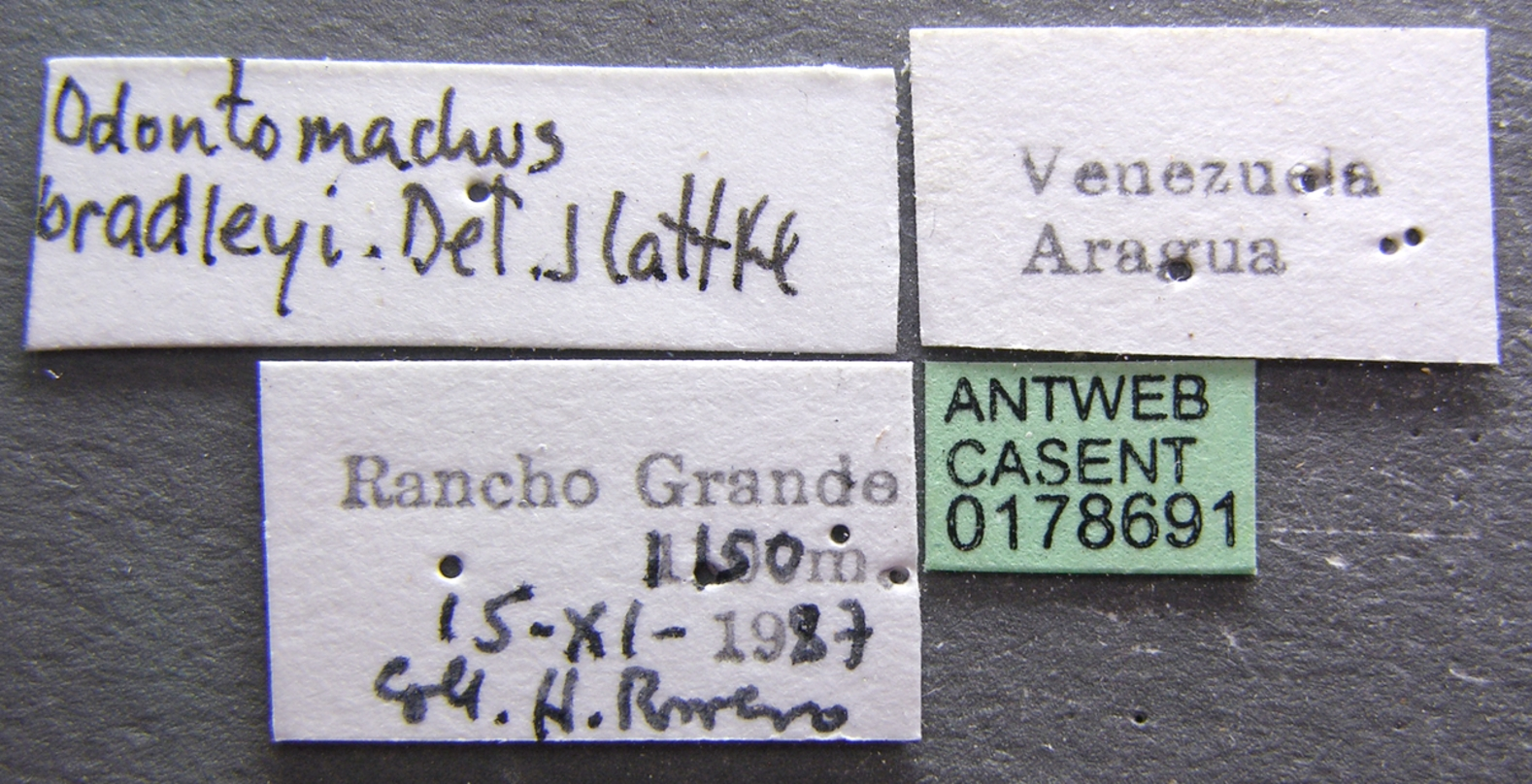
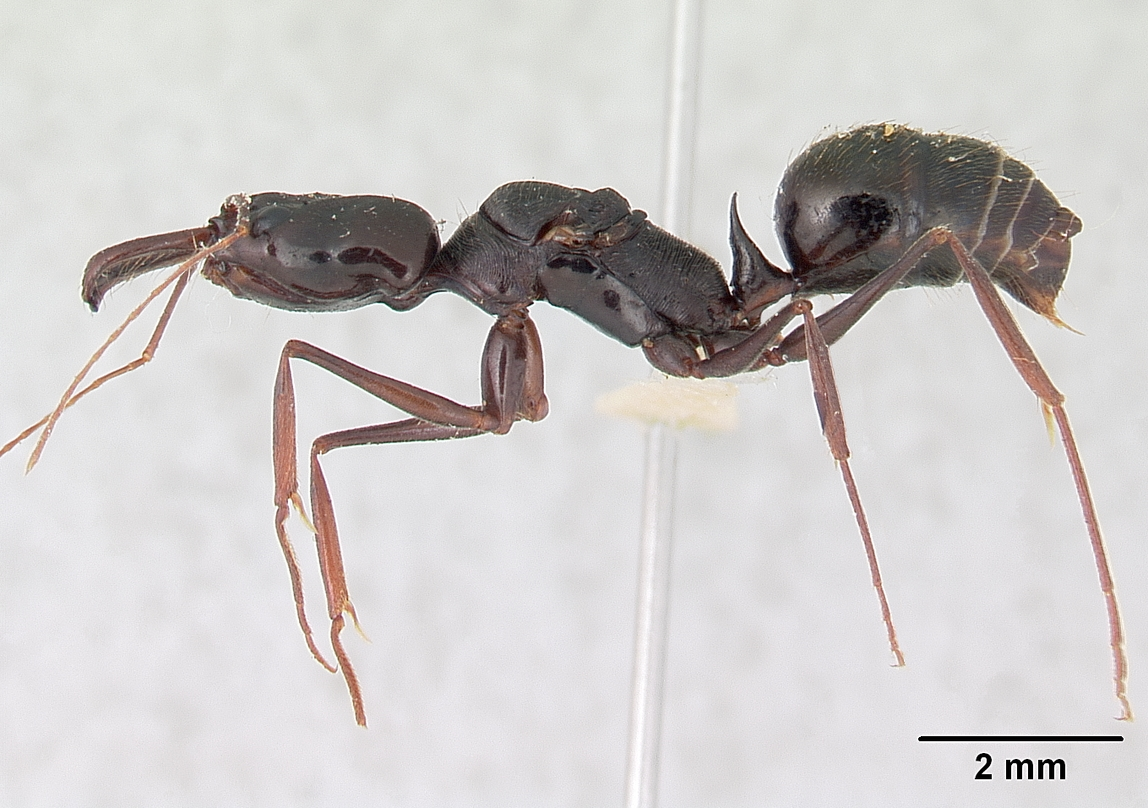